# NGC 6423
NGC 6423 is een compact sterrenstelsel in het sterrenbeeld Draak. Het hemelobject werd op 1 augustus 1883 ontdekt door de Amerikaanse astronoom Lewis A. Swift.

## Synoniemen
- MCG 11-21-16
- ZWG 321.27
- ARAK 524
- PGC 60576